# سیارک ۱۶۱۷
سیارک ۱۶۱۷ (به انگلیسی: 1617 Alschmitt، نامگذاری:1952FB) هزار و ششصد و هفدهمین سیارک کشف شده‌است که در ۲۰ مارس ۱۹۵۲ و در الجزیره کشف شد.
قدر مطلق سیارک برابر ۱۰٫۴۰ است.